# Игар (Аризона)
Игар (енгл. Eagar) град је у америчкој савезној држави Аризона. По попису становништва из 2010. у њему је живело 4.885 становника.

## Демографија
Према попису становништва из 2010. у граду је живело 4.885 становника, што је 852 (21,1%) становника више него 2000. године.
| Група             | 2000.         | 2010.         |
| Белци             | 3.220 (79,8%) | 3.690 (75,5%) |
| Афроамериканци    | 17 (0,4%)     | 30 (0,6%)     |
| Азијати           | 5 (0,1%)      | 10 (0,2%)     |
| Хиспаноамериканци | 564 (14,0%)   | 916 (18,8%)   |
| Укупно            | 4.033         | 4.885         |